# Nicol Delago
Nicol Delago, née le 5 janvier 1996 à Bressanone, est une skieuse alpine italienne. Spécialiste des épreuves de vitesse (descente et super G), elle obtient des résultats également en combiné.

## Biographie
Elle est la sœur de la skieuse alpine Nadia Delago et la nièce des skieurs Oskar et Karla Delago. 
Membre des Fiamme Gialle, elle dispute des compétitions officielles FIS à partir de la saison 2011-2012 et connaît sa première expérience internationale au Festival olympique de la jeunesse européenne en 2013, où elle est dixième du slalom. En 2013, elle remporte la descente des Championnats d'Italie junior.
Elle est présente sur le circuit de Coupe d'Europe depuis décembre 2013 et y obtient son premier podium en janvier 2016 en descente à Altenmarkt. Aux Championnats du monde juniors 2015, elle est médaillée de bronze en descente. Lors de l'édition suivante, elle obtient le même résultat sur la descente.
Nicol Delago prend son premier départ en Coupe du monde en janvier 2015 à Saint-Moritz. Lors de sa troisième course, en décembre 2015 à Val d'Isère, elle marque ses premiers points avec une 17e place sur le combiné. En janvier 2017, elle atteint le top dix à Altenmarkt-Zauchensee avec une 9e place sur la descente. Elle ne termine pas la descente des Jeux olympiques d'hiver de 2018.
En décembre 2018, elle monte pour la première fois sur un podium de Coupe du monde, à l’occasion de la descente de Val Gardena.
Elle est sélectionnée pour les Championnats du monde 2019 à Åre, où elle est sixième de la descente et douzième du combiné.
Lors de la saison 2019-2020, l'Italienne ajoute deux podiums à son palmarès, en terminant deuxième du super G de Lake Louise, derrière Viktoria Rebensburg et deuxième de la descente d'Altenmarkt-Zauchensee, derrière Corinne Suter. Sa saison se terminant fin février en raison des annulations de courses liées à la pandémie de covid-19, elle revient en course en novembre 2020, au parallèle de Zürs, un premier départ pour elle dans ce format. Cependant quelques jours après cette course, elle se déchire le tendon d'achille à l'entraînement, ce qui la fait manquer le reste de la saison.
En 2021-2022, de retour à la compétition, elle signe un top dix en Coupe du monde à Lake Louise (8e), puis concourt aux Jeux olympiques à Pékin, où elle prend la onzième place en descente et ne termine pas le combiné.

## Palmarès

### Jeux olympiques
| Édition / Épreuve   | Descente | Combiné |
| ------------------- | -------- | ------- |
| JO 2018 Pyeongchang | Abandon  | -       |
| JO 2022 Pékin       | 11e      | Abandon |

### Championnats du monde
| Épreuve / Édition | Åre 2019 | Courchevel-Méribel 2023 |
| ----------------- | -------- | ----------------------- |
| Descente          | 6e       | 18e                     |
| Combiné           | 12e      | -                       |

### Coupe du monde
- Meilleur classement général : 28e en 2020.
- 5 podiums (4 en descente et 1 en super G).

#### Classements par saison
| Saison / Classement | Général | Général | Descente | Descente | Super G | Super G | Combiné alpin | Combiné alpin |
| Saison / Classement | Class.  | Points  | Class.   | Points   | Class.  | Points  | Class.        | Points        |
| ------------------- | ------- | ------- | -------- | -------- | ------- | ------- | ------------- | ------------- |
| 2015-2016           | 98e     | 15      | 53       | 1        | -       | -       | 32e           | 14            |
| 2016-2017           | 81e     | 51      | 37e      | 32       | -       | -       | 33e           | 18            |
| 2017-2018           | 56e     | 131     | 28e      | 61       | 34e     | 42      | 19e           | 28            |
| 2018-2019           | 31e     | 268     | 8e       | 219      | 31e     | 36      | 18e           | 13            |
| 2019-2020           | 28e     | 248     | 19e      | 152      | 19e     | 87      | 33e           | 9             |
| 2021-2022           | 53e     | 138     | 27e      | 94       | 33e     | 44      | -             | -             |
| 2022-2023           | 57e     | 114     | 24e      | 105      | 45e     | 9       | -             | -             |

### Championnats du monde junior
| Édition / Épreuve     | Descente | Super G | Slalom géant | Slalom  | Combiné alpin |
| --------------------- | -------- | ------- | ------------ | ------- | ------------- |
| Mondiaux 2014 Jasná   | 17e      | 22e     | Abandon      | Abandon | Abandon       |
| Mondiaux 2015 Hafjell | Bronze   | 14e     | -            | -       | 30e           |
| Mondiaux 2016 Sotchi  | Bronze   | Abandon | -            | -       | Abandon       |
| Mondiaux 2017 Åre     | 6e       | 10e     | -            | -       | Abandon       |

### Coupe d'Europe
- 4e du classement de la descente en 2016.
- 1 podium.

### Championnats d'Italie
- Championne du super G en 2018.